# Maksymilian Chmielarczyk
Maksymilian Chmielarczyk (ur. 11 lutego 1891 w Warszawie, zm. 23 marca 1953 w Lublinie) – polski aktor i reżyser teatralny.

## Życiorys
Syn Maksymiliana. Od 1914 do 1922, przebywając na Syberii, był zaangażowany w ruch teatralny wśród Polaków. W okresie II Rzeczypospolitej był aktorem teatrów w Krakowie, Lublinie, Warszawie, Bydgoszczy i Toruniu. Po zakończeniu II wojny światowej i nastaniu Polski Ludowej był aktorem i reżyserem Teatru Miejskiego w Lublinie, w którym od 1947 do 1952 był również dyrektorem.
Postanowieniem Rady Państwa z 26 marca 1953 został pośmiertnie odznaczony Krzyżem Kawalerskim Orderu Odrodzenia Polski za zasługi w dziedzinie kultury i sztuki. Jest patronem ulicy w Lublinie.

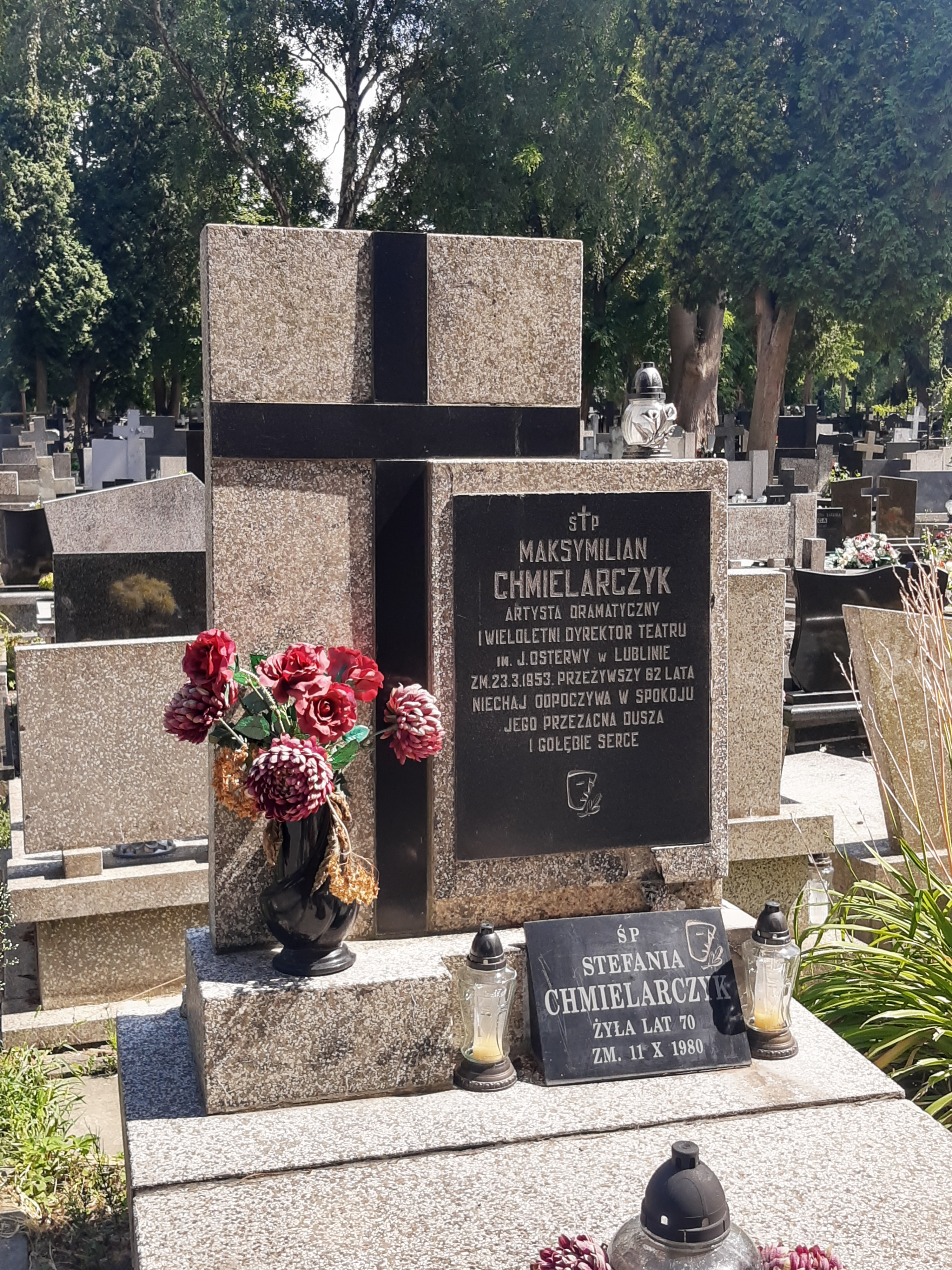
Grób Maksymiliana Chmielarczyka na cmentarzu przy ulicy Lipowej

## Filmografia
- 1951: Młodość Chopina – Koźmian